# Asura intrita
Asura intrita är en fjärilsart som beskrevs av Swinhoe 1892. Asura intrita ingår i släktet Asura och familjen björnspinnare. Inga underarter finns listade i Catalogue of Life.